# 卡博特塔
卡博特塔（Cabot Tower）是英国布里斯托尔的一座历史建筑，位于布兰登山公园内，在市中心、克利夫顿和Hotwells之间，它是一个二级登录建筑。
该塔建于1890年代，以纪念乔瓦尼·卡博托从布里斯托尔到今日加拿大的航行四百周年。

## 历史
在中世纪，这座塔的所在地是一个小堂，可能属于圣雅各小修道院。在16世纪，小堂被风车所取代。
该塔于1897年6月24日奠基，于1898年7月完成。 建筑师威廉·古夫。

## 建筑
该塔高105英尺（32），用红色砂岩与奶油色巴斯石建造，包括一个螺旋楼梯和两个观景平台，在此可以俯瞰城市。